# Sleepless (King Crimson)
Sleepless è un singolo della progressive rock band inglese King Crimson, tratto dall'album Three of a Perfect Pair (1984).

## Tracce
Testi e musiche di Adrian Belew, Bill Bruford, Robert Fripp e Tony Levin.

### Edizione 7"
1. "Sleepless" (Album Mix) – 5:24
2. "Nuages (That Which Passes, Passes Like Clouds)" – 4:47

### Edizione UK 12"
1. "Sleepless" (Dance Mix: François Kevorkian) – 6:17
2. "Sleepless" (Instrumental (Tony Levin) Mix) – 7:26
3. "Sleepless" (Bob Clearmountain Mix) – 5:24

### Edizione  U.S. 12"
1. "Sleepless" (Dance Mix: François Kevorkian) – 6:17
2. "Sleepless" (Instrumental (Tony Levin) Mix – 7:26

## Formazione
- Adrian Belew - chitarra, voce
- Robert Fripp - chitarra
- Tony Levin - stick, basso
- Bill Bruford - batteria, percussioni